# HMS Glorious (1916)
HMS Glorious (Корабль Его Величества «Глориес») — «британский лёгкий линейный крейсер» или «большой лёгкий крейсер», второй в серии Courageous («Корейджес»), перестроенный после Первой мировой войны в авианосец.

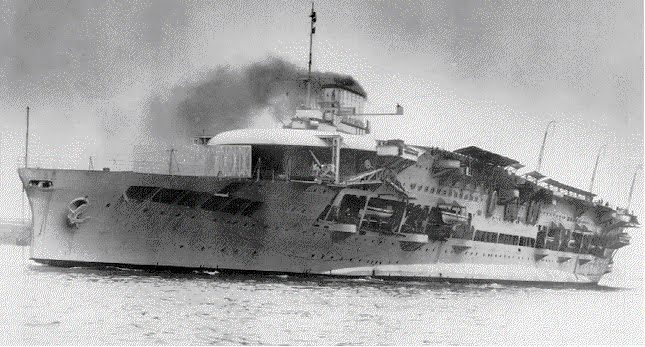
HMS Glorious

Из-за своеобразности проекта крейсер получил уничижительное прозвище uproarious (с англ. — «поднятый на смех»).
1 апреля 1931 года, в 60 милях от Гибралтара, в тумане, Glorious протаранил французский океанский лайнер Florida в середине судна на скорости 16 узлов. Удар смял 60 футов (18,3 м) взлётной палубы и убил 1 моряка на борту Glorious и 24 пассажиров и членов экипажа на борту Florida. Glorious был вынужден зайти в Гибралтар для временного ремонта, а затем отплыть на Мальту для постоянного ремонта, который продолжался до сентября 1931 года.
Потоплен 8 июня 1940 года германскими линкорами «Шарнхорст» и «Гнейзенау» во время участия в операции «Alphabet» вместе с эсминцами сопровождения («Ардент» и «Акаста»). Вместе с авианосцем «Глориес» погибли 1207 человек.

## Служба
Авианосец «Глориес» в сопровождении эсминцев «Акаста» и «Ардент» эвакуировал из Норвегии две истребительных эскадрилий (десять «гладиаторов» из 263-й и столько же «Харрикейнов» из 46-й). Ни один из кораблей не имел радаров, наблюдение за горизонтом с высоко-расположенных постов не велось. Авианосец не мог использовать эти самолеты для атаки противника, а из-за безответственности экипажа, ни один из его торпедоносцев (в ангаре он имел шесть «Суордфишей») не был готов к старту. А без готовых ударных самолетов корабль имел в бортовом залпе всего восемь 120-мм пушек. Немецкие рейдеры довели скорость до 29 узлов, развернулись на 16 румбов, двигаясь на пересечение курса противника. Шедший головным «Гнейзенау» открыл огонь главным калибром по авианосцу, а вспомогательным калибром по ближайшему эсминцу. Через четыре минуты к нему присоединился «Шарнхорст». «Глориес» отвернул на юго-запад, а эсминцы стали прикрывать его дымовой завесой. От четырёх выпущенных «Ардентом» торпед немцы смогли уклониться. Хотя дымовая завеса и мешала стрельбе, немецкие корабли, используя радары, быстро превратили авианосец в груду обломков.
В 17:52 «Глориес» пылал, но продолжал держать высокую скорость. Выскочивший из-за дыма «Ардент» в самоубийственной атаке выпустил последние 4 торпеды, от которых немцы также увернулись. По эсминцу стали стрелять снарядами всех калибров, он попытался отвернуть и выйти из боя, но потерял ход и с большим креном в 18:22 пошёл ко дну в точке с координатами 68°38′ с. ш. 3°50′ в. д..